# Еддер Дельгадо
Еддер Дельгадо (ісп. Edder Delgado, нар. 20 листопада 1986, Сан-Мануель) — гондураський футболіст, півзахисник клубу «Реал Еспанья» та національної збірної Гондурасу.

## Клубна кар'єра
У дорослому футболі дебютував 2007 року виступами за команду клубу «Реал Еспанья», кольори якої захищає й донині.

## Виступи за збірну
2009 року дебютував в офіційних матчах у складі національної збірної Гондурасу. Наразі провів у формі головної команди країни 27 матчів.
У складі збірної був учасником розіграшу Золотого кубка КОНКАКАФ 2011 року та розіграшу Золотого кубка КОНКАКАФ 2013 року.
2014 року був включений до заявки національної команди для участі у фінальній частині тогорічного чемпіонату світу в Бразилії як заміна травмованому Арнольду Перальті.